# Bryum orthodontioides
Bryum orthodontioides är en bladmossart som beskrevs av C. Müller 1848. Bryum orthodontioides ingår i släktet bryummossor, och familjen Bryaceae. Inga underarter finns listade i Catalogue of Life.